# Putot-en-Auge
Putot-en-Auge település Franciaországban, Calvados megyében. Lakosainak száma 311 fő (2022. január 1.). Putot-en-Auge Beuvron-en-Auge, Cricqueville-en-Auge, Dozulé, Goustranville és Hotot-en-Auge községekkel határos.

## Népesség
A település népességének változása:
| Lakosok száma | 202  | 344  | 352  | 295  | 299  | 298  | 296  | 294  | 303  | 311  |
|               | 1968 | 1982 | 1990 | 2006 | 2013 | 2015 | 2017 | 2019 | 2020 | 2022 |